# Anastasija Babović
Anastasija Babović Vujović (* 13. Dezember 2000 in Podgorica, BR Jugoslawien) ist eine montenegrinische Handballspielerin, die für die montenegrinische Nationalmannschaft aufläuft.

## Karriere

### Im Verein
Babović spielte beim montenegrinischen Verein ŽRK Budućnost Podgorica, mit dem sie mehrfach die montenegrinische Meisterschaft und den montenegrinischen Pokal gewann. Ab November 2019 stand sie für knapp neun Monate der Mannschaft aufgrund eines Kreuzbandrisses nicht zur Verfügung. In der Saison 2020/21 war die Torhüterin an dem ungarischen Erstligisten Dunaújvárosi Kohász KA ausgeliehen und kehrte anschließend nach Podgorica zurück. Nach einer weiteren Meisterschaftssaison mit ŽRK Budućnost Podgorica schloss sie sich im Sommer 2022 dem rumänischen Erstligisten SCM Craiova an. Babović zog sich im August 2022 einen weiteren Kreuzbandriss zu, woraufhin sie erneut langfristig ausfiel. Im Sommer 2023 kehrte sie zum ŽRK Budućnost Podgorica zurück. Im Januar 2024 verließ sie den Verein und schloss sich dem rumänischen Erstligisten CS Gloria Bistrița-Năsăud an. Seit der Saison 2024/25 läuft sie für den rumänischen Erstligisten CSM Iași 2020 auf.

### In Auswahlmannschaften
Babović gehörte dem Kader der montenegrinischen Jugendnationalmannschaft an, mit der sie an der U-17-Europameisterschaft 2017 sowie an der U-18-Weltmeisterschaft 2018 teilnahm. Anschließend gehörte sie dem Kader der montenegrinischen Juniorinnennationalmannschaft bei der U-19-Europameisterschaft 2019 an. Babović nahm mit der montenegrinischen A-Nationalmannschaft, als jüngste Torhüterin des Turniers, an der Europameisterschaft 2020 teil, mit der sie den achten Platz belegte. Im darauffolgenden Jahr gehörte sie dem montenegrinischen Aufgebot bei den Olympischen Spielen in Tokio und bei der Weltmeisterschaft 2021 an. Bei der Weltmeisterschaft 2023 wurde Babović während des laufenden Turniers nachnominiert, um den verletzungsbedingten Ausfall von Marta Batinović zu kompensieren.